# Tula jezici
Tula jezici, malena skupina srodnih waja jezika jezika iz Nigerije kojim govori oko 96,000 ljudi u državama Gombe, Adamawa, Borno, Taraba i Bauchi. Obuhvaća jezike tula [tul] (30,000 (1998 U. Kleinewillinghöfer); waja [wja] (60,000; 1989 U. Kleinewillinghöfer); i bangwinji [bsj] (6,000; 1992 Crozier and Blench).
Tula i waja se pišu na latinici.

## Vanjske poveznice
- Ethnologue (14th)
- Ethnologue (15th)